# Mé jméno je láska
Mé jméno je láska (v italském originálu Io sono l'amore) je italský dramatický film z roku 2009 od režiséra Lucy Guadagnina. Hlavní roli ztvárnila anglická herečka Tilda Swinton, která se na filmu podílela i produkcí.

## Děj
Ruská emigrantka se vdá za úspěšného a velmi bohatého dědice textilního impéria. Zdánlivě poklidný život v luxusní vile však naruší nečekaná návštěva, která řádně zamíchá kartami celé rodiny.

## Ocenění filmu
- Benátský filmový festival: Cena Orizzonti pro nejlepší film (Luca Guadagnino)[1]
- Oscar: kostýmy[1]
- Zlatý glóbus: nejlepší zahraniční film[1]
- BAFTA: neanglicky mluvený film[1]